# ЗИЛ-4104
ЗИЛ-4104 — автомобиль представительского класса с кузовом лимузин, выпускавшийся заводом им. Лихачёва в 1978—1983 годах. Представляет собой модернизацию и рестайлинг поколения ЗиЛ-114. Опытные автомобили и автомобили первых лет выпуска имели обозначение ЗИЛ-115, которое впоследствии было заменено на ЗИЛ-4104 в связи с принятием в СССР новой системы классификации.
В 1983—1985 годах выпускался автомобиль ЗИЛ-41045, а в 1986—2002 — ЗИЛ-41047. Они имели внешние отличия от базовой модели, в основном в части оптики и бамперов, технически все модели серии были одинаковыми.

## История
ЗИЛ-114 был сконструирован с большим запасом и мог бы выпускаться ещё долгие годы, но автомобильная мода не стоит на месте и к середине 1970-х он начал устаревать. Поэтому в октябре 1974 г. конструкторы ЗИЛа взялись за создание нового автомобиля. К этому времени был готов к испытаниям форсированный мотор ЗИЛ-114. Был увеличен его рабочий объём, вместо нижнего распредвала появились два верхних, мощность возросла до 315 л. с. К началу 1977 г. окончательно сформировался внешний облик автомобиля.
Подобно зарубежным автомобилям того времени решётку радиатора сделали главным элементом внешнего вида автомобиля. Это добавило ему солидности и тяжеловесности. Появились хромированные накладки вокруг колёсных арок. Интерьер создавался с учётом целевого использования автомобилей — для партийных и государственных деятелей высшего ранга. Приёмочные испытания ЗИЛ-115 (таким был заводской индекс автомобиля) были проведены в январе 1978 г., а в начале октября была собрана первая партия автомобилей получивших обозначение ЗИЛ-4104.
ЗИЛ-4104 стал последним автомобилем, которым пользовался Генеральный секретарь ЦК КПСС Л. И. Брежнев.
Всего с 1978 по 1983 было построено 106 автомобилей ЗИЛ-4104 в различных модификациях. С 1983 по 1985 годы выпускался автомобиль ЗИЛ-41045, отличавшийся от базовой модели только некоторыми внешними деталями. С 1986 по 2002 годы — ЗИЛ-41047, также отличавшийся только деталями. Всего было изготовлено около двухсот ЗИЛ-4104 и его модификаций. Двигатель, трансмиссия, ходовая часть, салон всех автомобилей на базе ЗИЛ-4104, кроме отдельных исключений, были одинаковыми.

## Технические характеристики

### Кузов
Кузов автомобиля — закрытый цельнометаллический четырёхдверный семиместный с тремя рядами сидений типа лимузин, установленный на периферийной раме с лонжеронами замкнутого прямоугольного сечения. Передние крылья - съёмные, задние - приварные. Передний салон отделён от пассажирского подъёмной стеклянной перегородкой. Два средних сиденья — откидные. Автомобиль имел две, для переднего и заднего салонов, независимые системы отопления и кондиционирования, электрические стеклоподъёмники, всеволновый стереофонический радиоприёмник с магнитофонной приставкой и шестью динамиками, лампы индивидуального освещения для каждого пассажира. Все стёкла — трёхслойные, тонированные. Для удобства посадки и высадки дверные проёмы сделаны большими и высокими. Дверь салона имела изнутри две ручки для открывания либо самим пассажиром, либо сидящим на откидном месте помощником.
Детали кузова изготавливались вручную и индивидуально подгонялись одна к другой при сборке. Кузов покрывался 9-15 слоями краски с промежуточной сушкой и полировкой каждого слоя. Пассажирский салон оформлялся под индивидуальные вкусы будущего «владельца», двери, рамки окон и передней панели отделывались шпоном карельской берёзы, сиденья имели велюровую обивку.

### Двигатель
Двигатель автомобиля — атмосферный, бензиновый, четырёхтактный, восьмицилиндровый, V-образный (90°), рабочим объёмом 7,7 л и мощностью 315 л. с. Головка и блок цилиндров изготовлены из алюминиевого сплава, «мокрые» чугунные гильзы. Два верхних (по одному в каждом блоке) распредвала приводятся с помощью двухрядной роликовой цепи. По два клапана на цилиндр с гидрокомпенсаторами зазора. Четырёхкамерный карбюратор, два электрических бензонасоса перед топливным баком. Два масляных радиатора, один — с охлаждением от системы охлаждения двигателя, другой — с воздушным охлаждением. Две дублирующие друг друга 12-вольтовые контактные транзисторные системы зажигания. Генератор переменного тока (1,15 кВт), две аккумуляторных батареи общей ёмкостью 120 А·ч.

### Трансмиссия
Автоматическая трансмиссия с гидротрансформатором и трёхступенчатой планетарной коробкой передач. Селектор переключения передач расположен на тоннеле между передними сиденьями. В трансмиссии предусмотрен механический стопор для удержания автомобиля на уклоне. Он растормаживается автоматически при трогании с места. Привод на задние колёса карданным валом с промежуточной опорой, гипоидная главная передача в неразрезном заднем мосту.

### Шасси
Передняя подвеска независимая, бесшкворневая, на поперечных рычагах со стабилизатором поперечной устойчивости. В качестве упругого элемента использовался торсион диаметром 28 мм, расположенный вдоль рамы, который действовал на нижний рычаг. Задняя — зависимая, на продольных несимметричных полуэллиптических рессорах с реактивными тягами. Малолистовые рессоры большой длины (1550 мм) имели полиэтиленовые прокладками между листами. Телескопические амортизаторы спереди и сзади.
Рулевой механизм — винт-шариковая гайка и зубчатый сектор, с гидроусилителем. Передаточное число — 17,5. Для удобства управления положение рулевого колеса можно регулировать.
Дисковые вентилируемые тормоза спереди (диаметр дисков — 292,2 мм, толщина — 33 мм) и сзади (315,7 × 32 мм). Двухконтурный гидравлический привод, каждый контур которого действует на тормозные механизмы всех колёс. Один общий вакуумный усилитель и два отдельных гидровакуумных усилителя в каждом контуре. Барабанный стояночный тормоз встроен в ступицы дисков задних тормозов. Приводился в действие педалью слева от водителя. Растормаживание стояночного тормоза — автоматическое.
Штампосварные колёса, размерность шин — 9,35-15" (235-15").

## Модификации
Отдельные модернизированные варианты ЗИЛ-4104 выпускались вплоть до 2000 года. По некоторым модификациям информация до сих пор засекречена.

### ЗИЛ-41041 Седан
С 1986 года на базе лимузина ЗИЛ-41047 выпускался автомобиль сопровождения с пятиместным кузовом седан и укороченной до 3300 мм базой. Уменьшение длины до 5750 мм и снижение массы до 3160 кг придало автомобилю более высокие динамические показатели. Формально производство модели не прекращено, но реально автомобили не выпускаются. С 1986 по 2000 год выпущено 26 экземпляров, 12 из них построено в конце 1990-х по заказу мэрии Москвы, 3 штуки были порезаны для производства автомобиля «41041 АМГ».

### ЗИЛ-41041 АМГ

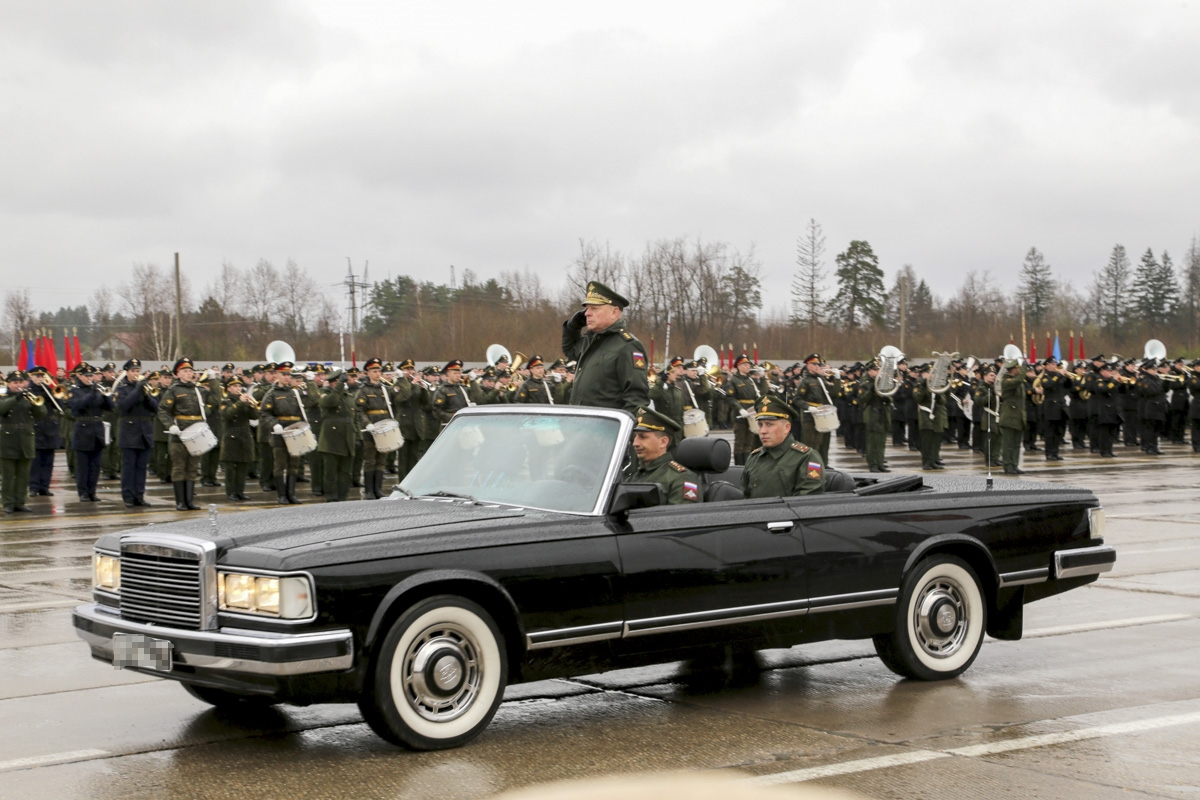
ЗИЛ-41041 АМГ на репетиции Парада Победы в 2018 году

Парадный кабриолет от Нижегородской компании «Атлант дельта», созданный в 2010 году для Парада Победы в количестве 4 штук. Автомобиль представляет собой гибрид пикапа «GMC Sierra 1500» 2007 года выпуска и кузова от «ЗИЛ-41041». Корпус от четырёхдверного седана «ЗИЛ» переделали в двухдверный кабриолет. Автомобиль использовался с 2010 по 2018 год, в 2019 году был заменён «Парадным автомобилем Aurus». В 2019 году автомобили были доставлены в Санкт-Петербург для участия в парадах на Дворцовой площади. Замена цвета парадных автомобилей с серо-стального на чёрный объясняется тем, что вместо генералов в серых шинелях, принимавших главный парад 7 ноября в советское время, в 2001—2012 гг. парад 9 мая принимали гражданские министры обороны в чёрных костюмах. С 2008 г. парадный цвет сухопутных сил - тоже не серый или болотный, а морской волны.

### ЗИЛ-41042

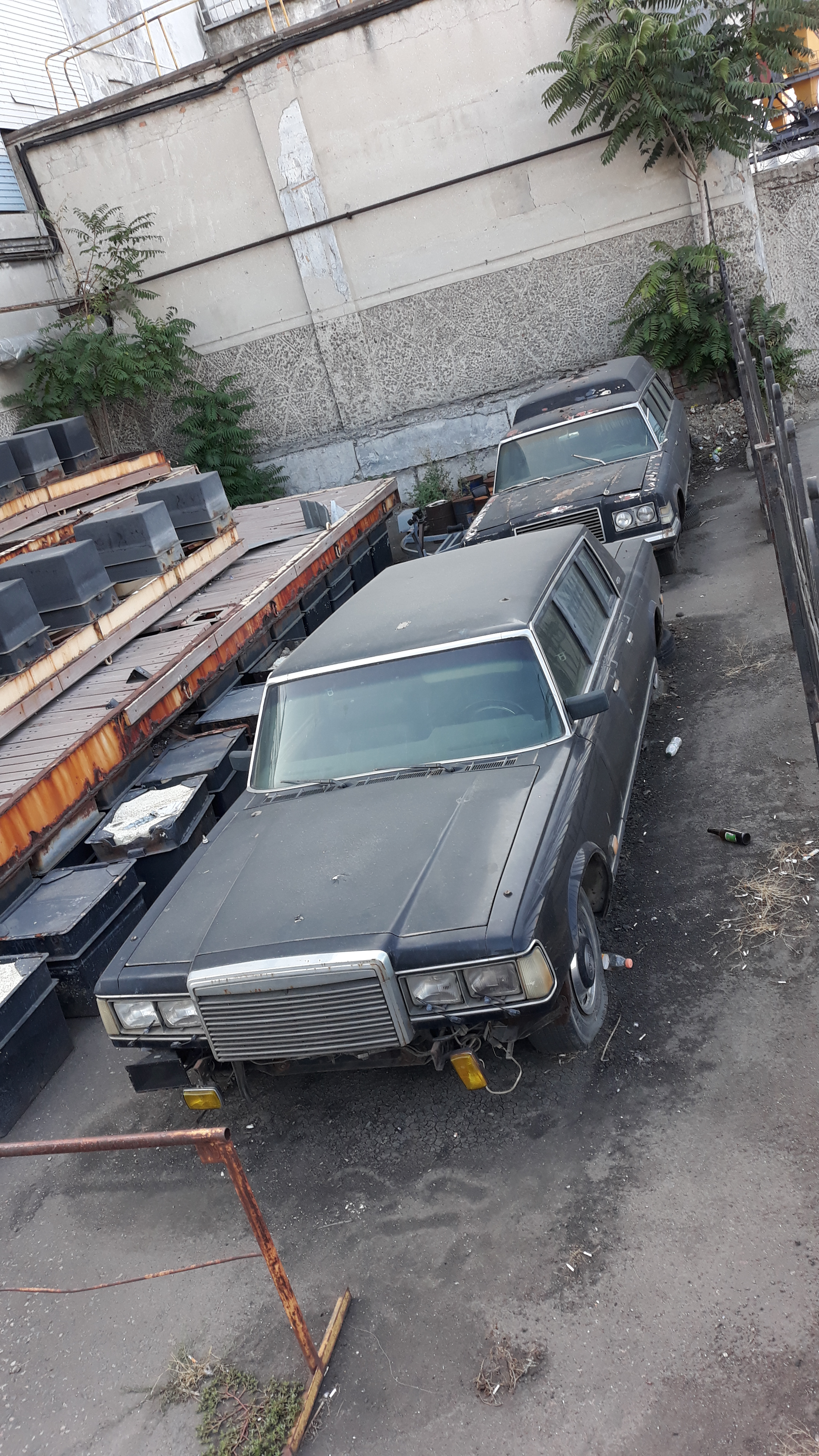
На переднем плане — ЗИЛ-41047, на заднем плане — ЗИЛ-41042 «Чёрный доктор» в порту Одесса

Одновременно с разработкой лимузина готовилась к выпуску и его санитарная версия — автомобиль с кузовом универсал ЗИЛ-41042 (ЗИЛ-115А). Для того, чтобы не выделяться на фоне правительственного кортежа, все такие автомобили красили в чёрный цвет, за что они получили прозвище «Чёрный доктор». Вопреки распространённому мнению, оборудование этого автомобиля не соответствовало требованиям реанимобиля. Он предназначался всего лишь для перевозки высокопоставленных больных при вынужденной госпитализации. Автомобиль был рассчитан на бригаду из трёх врачей и одного лежачего пациента. Длина кузова универсала была увеличена, а над медицинской частью салона устанавливалась надстройка. Задняя дверь состояла из двух секций: верхняя поднималась, нижняя откидывалась. Вес автомобиля составлял 3,9 т. Задняя левая дверь была фальшивой, за ней располагалось запасное колесо и инструмент. Изнутри автомобиль был отделан по высочайшему классу, даже носилки были из натуральной кожи. Созданные позже на базе ЗИЛ-41045 и ЗИЛ-41047 медицинские универсалы носили то же обозначение — ЗИЛ-41042. Построенные на основе ЗИЛ-41047 автомобили отличались цельной задней дверью, поднимающейся вверх. Всего на базе ЗИЛ-4104 и его модификаций было изготовлено четыре санитарных автомобиля.

### ЗИЛ-41043
Автомобиль спецсвязи на базе лимузина ЗИЛ-4104. В конце 1983 года несколько машин модели «4104» были переоборудованы в такие автомобили. Их отличительной особенностью являются три антенны, расположенные в виде правильного треугольника на крыше.

### ЗИЛ-41044 Фаэтон

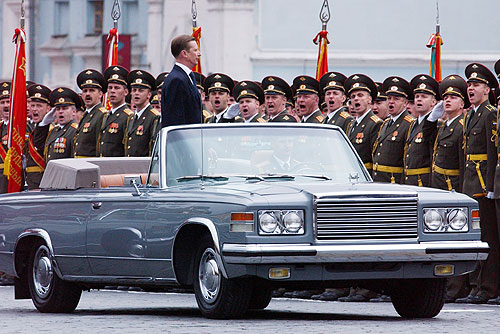
ЗИЛ-41044 на военном параде

В 1981 году был создан парадный фаэтон ЗИЛ-41044 (ЗИЛ-115В) с автоматически складываемым верхом (время опускания-поднимания — не более 20 с) и автоматически складываемыми рамками боковых стёкол. От базовой модели он отличался укороченной на 580 мм базой, двумя дверьми и отсутствием правого сиденья, а в центре салона была установлена тумба с поручнем. Кроме того, автомобиль оборудовался блоком микрофонов, радиостанцией и антеннами на задних крыльях. Всего было изготовлено три таких автомобиля.
До 2009 года они принимали участие в военных парадах на Красной площади: две машины были предназначены для министра обороны и командующего парадом, третья — резервная, во время парада дежурила у Спасских ворот на случай непредвиденных ситуаций. В настоящее время[когда?] все они на ходу и находятся на балансе Министерства обороны РФ.

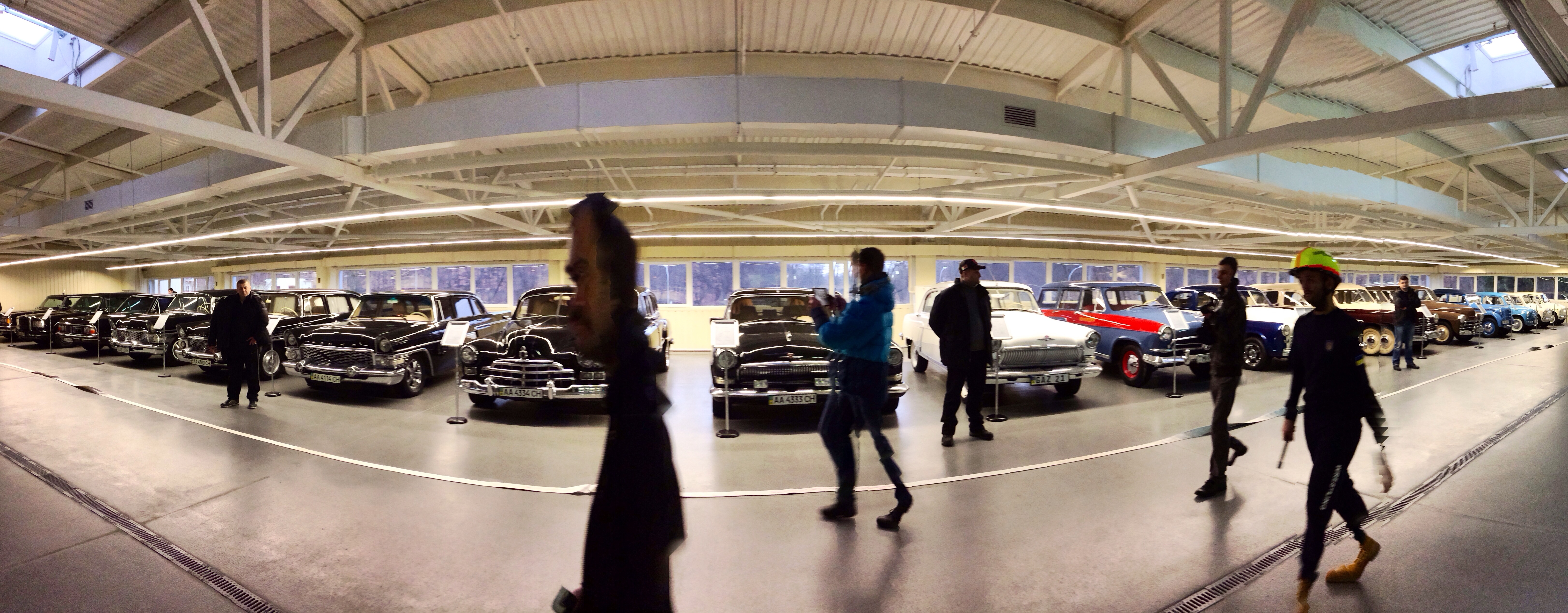
Гараж Януковича, ЗИЛ-410441 — второй слева

ЗИЛ-410441 — 2 штуки чёрного цвета для парадов в День Победы на Красной площади. Два до сих пор стоят на заводе, один в 2010 году продан четвёртому президенту Украины В. Ф. Януковичу в частную коллекцию (в 2014 году экспонировались в музее коррупции в Межигорье). Имеют модернистские фары, сходные с Range Rover. Не эксплуатировались, стояли на заводе; вместо них использовались похожие ЗИЛ-41041 АМГ. Замена цвета парадных автомобилей с серо-стального на чёрный объясняется тем, что вместо генералов в серых шинелях, принимавших главный парад 7 ноября в советское время, в 2001—2012 годах парад 9 мая принимали гражданские министры обороны в чёрных костюмах. С 2008 г. парадный цвет сухопутных сил тоже — не серый или болотный, а морской волны.

### ЗИЛ-41045

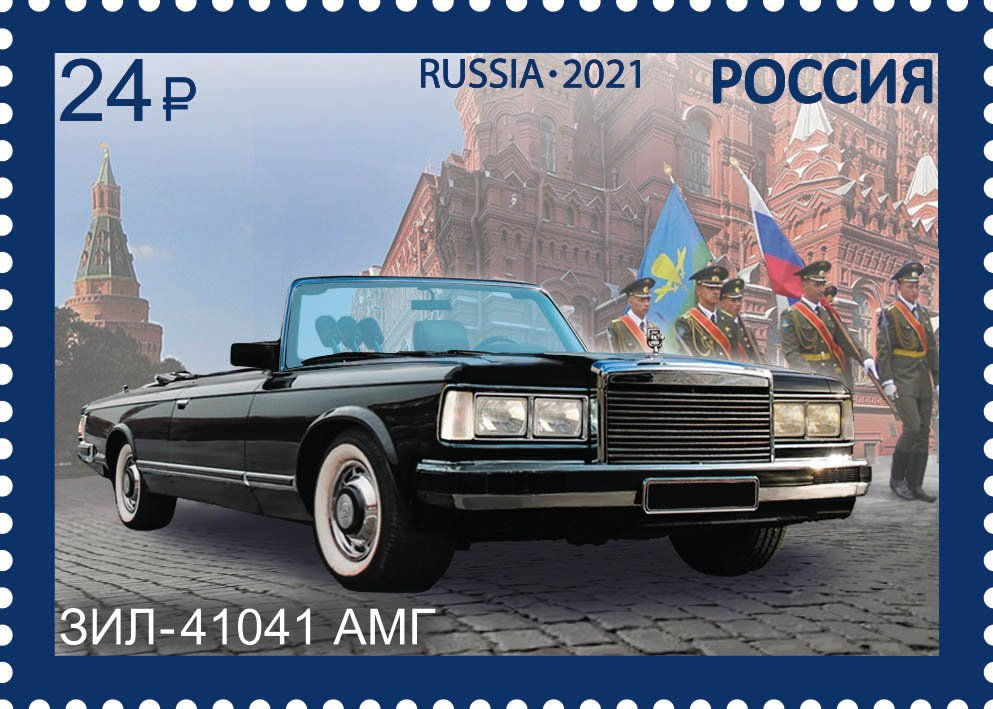
ЗИЛ-41041 АМГ. Почтовая марка 2021 год.

### ЗИЛ-41046
Автомобиль связи ЗИЛ-41046 выпускался в 1983—1985 годах на базе лимузина ЗИЛ-4104. Внешне он ничем не отличался от базовой модели. Имел экранированную электропроводку и систему спецсвязи «Кавказ». Система специальной радиотелефонной подвижной связи долговременной криптостойкости «Кавказ» используется на правительственных автомобилях и правительственных объектах и в настоящее время.[когда?]

### ЗИЛ-41048
ЗИЛ-41048 был выпущен в 1984 году в единственном экземпляре и имел «автоматическую регулировку воздуха в салоне», то есть климат-контроль.

### ЗИЛ-41049
Автомобиль спецсвязи на базе лимузина ЗИЛ-41047, подобный автомобилю ЗИЛ-41046 и созданный для его замены. В 2000 году было изготовлено 2 автомобиля для в/ч 54799.

### ЗИЛ-41072 «Скорпион»

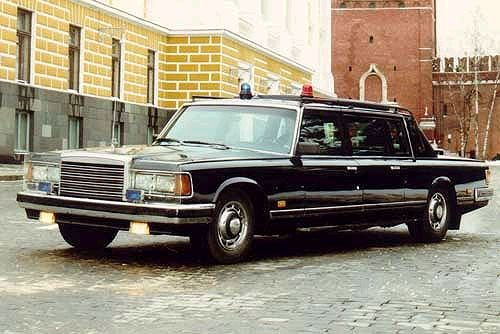
ЗИЛ-41072 «Скорпион»

ЗИЛ-4107 — автомобиль с оборудованием специальной связи (1988—1999 гг.). Специальный автомобиль охранения ЗИЛ-41072 «Скорпион» был создан в 1989 г. Автомобиль оборудован широкими подножками, наружными и внутренними поручнями по бокам кузова и в салоне. Люк в крыше необходим для «отработки нештатных ситуаций». В автомобиле есть механизм мгновенного открывания заднего окна. Специальная планировка салона предусматривает поворотные кресла (для удобства наблюдения и стрельбы). Выпущено 8 экземпляров. Автомобили ЗИЛ-41072 можно увидеть в Музее техники Вадима Задорожного (г. Красногорск), Музее гаража особого назначения (г. Москва), Музейном комплексе УГМК (Свердловская область, г. Верхняя Пышма).

## В сувенирной индустрии
- С 1986 года заводом «Агат» г. Маркс выпускалась модель ЗИЛ-115. Модель впоследствии производили до середины 2012 года компанией «Холдинг Инкотекс».
- В журнальной серии «Автолегенды СССР» издательства «ДеАгостини» вышла модель ЗИЛ-117, а также её модификации.